# Jacques Mauduit
Pour les articles homonymes, voir Mauduit.
Œuvres principales
- 23 Chansonnettes mesurées de Jean-Antoine de Baïf, Paris 1586
- Requiem æternam, 1585

 Jacques Mauduit, né le 16 septembre 1557 à Paris et mort le 21 août 1627 dans la même ville, est un compositeur, luthiste et humaniste français. C'est l'un des compositeurs français les plus innovants de la fin du XVIe siècle combinant les voix et les instruments de manière inédite et important d'Italie le style polychoral vénitien. Compositeur parmi les plus estimés de son époque, il est notamment l'auteur d'un Requiem pour les funérailles de Pierre de Ronsard.

## Biographie
Mauduit fait des études de lettres et de philosophie, puis, après un séjour en Italie, reprend la charge de greffier des requêtes du Palais de son père avant de devenir secrétaire ordinaire de la reine. Parallèlement à ses fonctions, il poursuit sa carrière musicale et remporte un prix de composition au Puy de musique d'Évreux en 1581 avec son motet Afferte Domino.
Il devient l'un des principaux collaborateurs recrutés par Jean-Antoine de Baïf pour son académie de musique et de poésie, fondée en 1571, où se retrouvent hebdomadairement les auteurs de la Pléiade, des musiciens, des humanistes, des savants, des instrumentistes et des chorégraphes. Cette élite intellectuelle souhaite unir poésie et musique à la manière de l’Antiquité gréco-romaine. Mauduit met ainsi en musique les vers « mesurés à l'antique » de Baïf qui auront une influence majeure sur la manière dont s'organisent les rapports de la musique avec le texte jusqu'à la fin du XVIIe siècle. Ainsi, ses Chansonnettes mesurées de Baïf à quatre voix, datant de 1586, sont considérées comme l'un des plus purs chefs-d'œuvre de la musique vocale française de son temps. Après la mort de Baïf, en 1589, l’académie se délitera progressivement à la suite de la discorde civile et religieuse qui règne à l'époque et Mauduit tentera de la réorganiser dans une « académie Sainte-Cécile » qui sera le dernier refuge des musiciens humanistes et des théoriciens du cénacle de Baïf.
C'est un ami de Pierre de Ronsard, au cours des funérailles solennelles duquel, en 1586, on interprète son Requiem à cinq voix, dont seul un fragment est conservé. Il sera rejoué en 1611 à l'occasion du premier anniversaire de la mort d'Henri IV. Directeur des concerts de Notre-Dame et des ballets de cour — un genre aristocratique fort prisé au XVIe siècle réunissant poésie, chant, musique instrumentale, pantomime et danse et auquel participent seulement les nobles de la cour — depuis le règne de ce dernier, il dirige notamment l'ode célébrant l'entrée à Paris de Louis XIII de retour d'Angleterre en 1614, pour l'interprétation de laquelle participent cent quarante chanteurs, luthistes et violistes. Il anime les semaines saintes du couvent du Petit-Saint-Antoine pour lesquelles il compose plusieurs œuvres. Il compose également des airs de cour et la musique du Ballet de la délivrance de Renaud écrit en 1617 pour le jeune Louis XIII en collaboration avec Pierre Guédron, Antoine Boesset et Gabriel Bataille, œuvre comportant quatre-vingt-douze choristes et « plus de quarante-cinq instruments » et dansé par le souverain lui-même en compagnie de son favori, le duc de Luynes. D'après Mersenne, on lui doit également l'usage de la viole au concert et l'addition d'une sixième corde.
Jacques Mauduit entretient également des liens d'amitié avec le  théoricien de la musique Marin Mersenne qui l'admire vivement et auquel on doit l'essentiel des informations biographiques le concernant, dans l'éloge particulière qu'il lui consacre dans l’Harmonie universelle. Marin Mersenne, qui l'a donc personnellement connu, le décrit en ces termes : « Il était allègre, et riche de taille, de beau visage, de douce humeur, d'agréable conversation, de poil châtain et un peu chauve. Il avait la vue courte, quoiqu'il n'y parût point, parce qu'il lisait sans lunettes, et de distance ordinaire ; mais il ne reconnaissait pas un visage d'un côté de rue à l'autre... Il n'a jamais bu de vin, jamais juré, jamais fâché personne, et tous ceux qui l'ont connu l'ont chéri, et aimé ». Mersenne rapporte notamment que lors des massacres religieux et du siège de Paris par Henri III, en 1588, Mauduit, de confession catholique, aide le musicien calviniste Claude Le Jeune à s'enfuir et sauve de la destruction le manuscrit de son Dodécacorde et d'autres œuvres restées manuscrites.
Jacques Mauduit s'éteint à Paris en 1627 à l'âge de soixante-dix ans. De son mariage avec Anne Isambert, il laisse quatre garçons et quatre filles. Son Requiem est exécuté pour l'anniversaire de ses funérailles dans l'église des Minimes de la Place royale, sous la direction de son fils Louis Mauduit qui s'attachera aussi à préparer l'impression du Requiem, des Leçons de ténèbres et de quelques traités de son père (qui ne se fit pas).

## Œuvres
Les œuvres musicales de Mauduit sont nombreuses, à en croire Mersenne : « Nous avons de luy un grand nombre de messes, des vespres, d'hymnes, de motets, de fantaisies, de chansons, et autres pieces, que les orages du siecle priveront pour un temps de la lumiere ».
Les rares pièces retrouvées sont détaillées ci-dessous.

### Musique sacrée

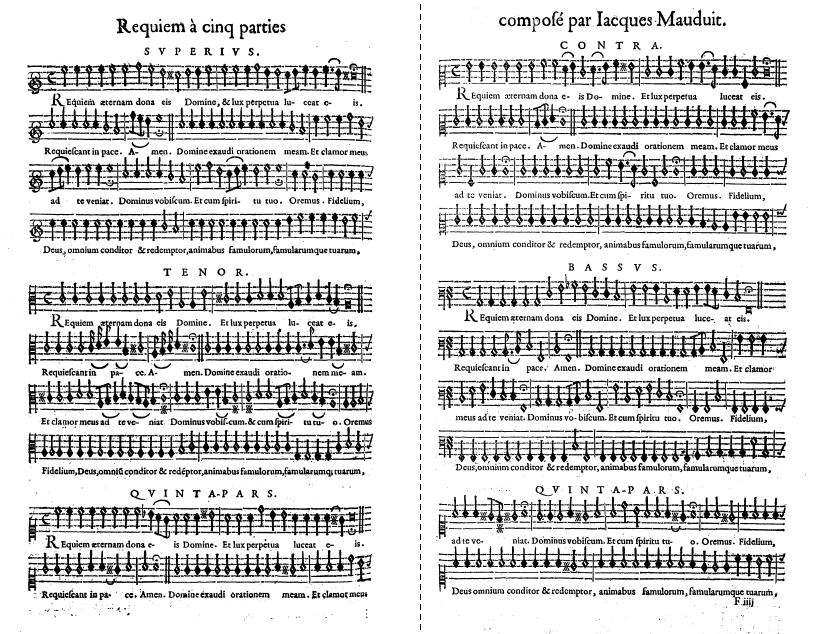
Début du Requiem à 5 voix de Jacques Mauduit, dans lHarmonie universelle de Marin Mersenne (Paris, 1636).

- Motet Afferte Domino, composé pour le puy de musique d’Évreux de 1581 (perdu).
- Requiem æternam, à 5 voix, 1585.
Début d’une messe des morts exécutée aux obsèques de Ronsard, dont le reste est perdu. Il est imprimé dans l’Harmonie universelle de Marin Mersenne, p. 66-67 du Livre septième des instruments à percussion (Paris : Sébastien Cramoisy, 1636, vol. 2).

### Œuvres spirituelles
- Psaumes mesurés à l'antique, en latin ou en français dans la traduction de Jean-Antoine de Baïf, publiés dans Marin Mersenne, Quaestiones celeberrimae in Genesim (Paris : Sébastien Cramoisy, 1623), col. 1633-1663. Les incipits sont : Est Deus pastor mihi ; Ecquae barathro spurca ; Dieu se levera soudain, En son temple sacré, Juge le droit de ma cause, Cor micat, exultant trepidis ; Ô Ciel, ô mer, ô terre, Louez le Seigneur toutes gens ;  Sus tous ses servants bénissez.
Réédités par Henry Expert, Florilège du concert vocal de la Renaissance, vol. 7 (Paris : Senart, 1928), puis par Denise Launay, Anthologie du motet latin polyphonique en France (Paris : 1963), p. 50-51.
- Jacques Mauduit a mis en musique une traduction française des Hymnes latines de Lorenza Strozzi (1514-1591)[2]. Ce recueil, très renommé de son temps, avait aussi suscité l'intérêt du musicien Pierre Cerveau. La mise en musique de Mauduit est perdue ; il aurait pu la faire sur sa propre traduction en français[3].

### Œuvres profanes
- Chansonnettes mesurées de Jan-Antoine de Baïf mises en musique à quatre parties par Jacques Mauduit parisien. Paris : Adrian Le Roy et Robert Ballard, 1586.
Lesure 1955 n° 281. Réédité en 1588 (Lesure 1955 n° 300). Contient 24 pièces, rééditées par Henry Expert, Monuments de la musique française au temps de la Renaissance, vol. 10 (Paris : Sénart, 1900).
- 3 airs pour voix et luth (un dans le 3e livre des Airs de différents auteurs, mis en tablature de luth par Gabriel Bataille (RISM 161110, Guillo 2003 n° 1611-A) ; deux dans le 5e livre (RISM 161410, Guillo 2003 n° 1614-C).
Réédition moderne par André Verchaly, Airs de cour pour voix et luth (1600-1643) (Paris : Heugel, 1961).